# Zankmühle
Zankmühle ist eine Wüstung auf dem Kataster von Pleš in der Gemeinde Bělá nad Radbuzou im westböhmischen Okres Domažlice in Tschechien.
Die Einöde Zankmühle lag etwa einen Kilometer südlich von Pleš dort wo der Weißbach die deutsch-tschechischen Grenze nach Bayern überquert. Auf der deutschen Seite befindet sich die Plößerlohe.
Die zur Zankmühle gehörigen Gemüsegärten und ihr Backhaus lagen teilweise auf bayerischem Gebiet.
In der Zankmühle wurde Roggen gemahlen und ein Sägegitter angetrieben. Ihr letzter Besitzer war Simon Licha.
1949 wurde die Zankmühle zerstört. Nur die Teichanlage ist noch erkennbar.